# Capétiens
Cet article concerne l’histoire de la dynastie capétienne depuis ses origines jusqu’à aujourd’hui. Pour les autres branches issues de la famille, voir généalogie des Capétiens.
Les Capétiens forment une dynastie princière d’origine franque, issue des Robertiens dont l'origine certaine remonte à Robert le Fort qui vivait au IXe siècle en Neustrie et dont l'arrière-petit-fils Hugues Capet est élu roi des Francs en 987.
Les descendants d'Hugues Capet règnent sur la France sans interruption jusqu'en 1792 (avec la branche directe jusqu'en 1328, puis les branches cadettes des Valois jusqu'en 1589 et des Bourbons), puis à nouveau de 1814 à 1848 avec une interruption pendant les Cent-Jours. Louis-Philippe (quatrième maison capétienne d’Orléans) est le dernier souverain de la dynastie en France.
La dynastie capétienne est la dynastie qui a le plus influencé les peuples d'Europe durant le Moyen Âge. Principalement basés en France, les Capétiens ont régné sur : le royaume de France, le royaume de Portugal, le royaume d'Aragon, le royaume de Navarre, l'Empire latin de Constantinople, le royaume de Pologne, le royaume de Hongrie (succédant à celui des Magyars/Avars), un duché dans le Saint-Empire romain germanique et un dans le royaume d'Angleterre.
Les Capétiens forment traditionnellement la troisième dynastie des rois de France (également appelée « troisième race »), après les Mérovingiens et les Carolingiens. Ils règnent aussi sur d’autres États européens (comme le Portugal, la Bourgogne, Naples, l’Espagne, la Hongrie, la Pologne, le Luxembourg, etc.) et du monde (comme les Courtenay qui étaient empereurs de Constantinople). De plus, avec un seul degré de descendance féminine, toutes les dynasties princières européennes sont capétiennes.
On nomme aussi la famille des ancêtres agnatiques d’Hugues Capet les Robertiens, d’après le prénom du bisaïeul de ce dernier, Robert le Fort, marquis de Neustrie mort en 866.
Selon l’historien Karl Ferdinand Werner, les Capétiens constituent la plus ancienne dynastie royale en succession masculine du monde. De fait, avec les deux rois robertiens Eudes et Robert Ier, de 888 à 1848, la dynastie d’Hugues Capet a donné trente-sept rois à la France. Les Capétiens donnent également treize rois à Naples et à la Sicile, onze rois à l’Espagne, quatre rois à la Hongrie, trois rois à la Pologne, deux grands-ducs au Luxembourg, trois empereurs de Romanie (Constantinople), trente-deux rois au Portugal et deux empereurs au Brésil.
Les actuels grand-duc de Luxembourg (Henri) et roi d'Espagne (Felipe VI) sont des Capétiens.

## Les origines des Capétiens

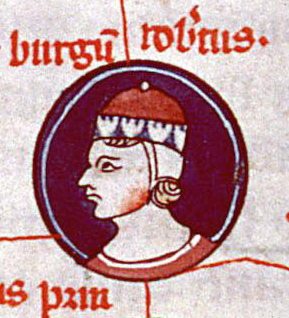
Robert le Fort.
Détail d'une enluminure, Bibliothèque municipale de Besançon, XIVe siècle.

Généalogie et liens entre Robertiens, Carolingiens et Ottoniens, entre les.

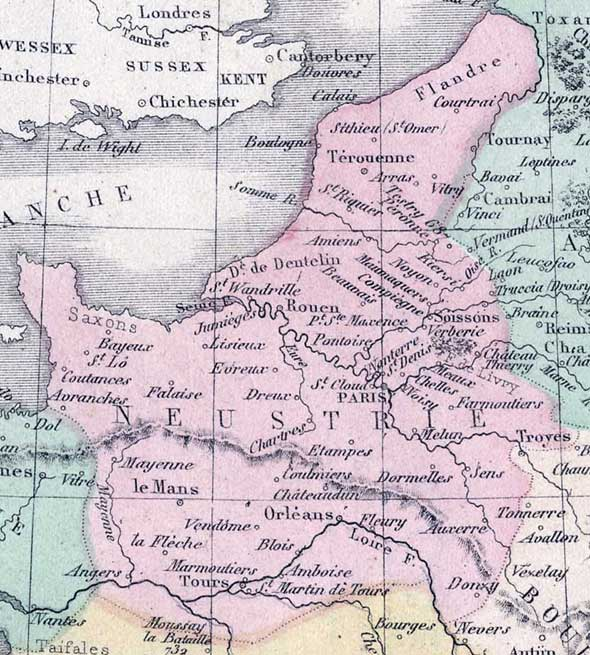
La Neustrie.

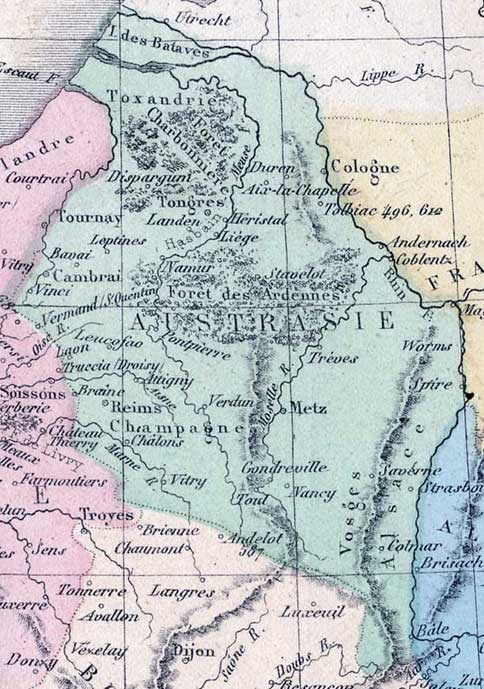
L'Austrasie.

Avant Hugues Capet, deux membres de la famille des Robertiens ont été rois des Francs, avec des règnes intercalés entre ceux des Carolingiens : Eudes Ier et Robert Ier. Ces deux premiers rois sont des fils de Robert le Fort. L'origine de la famille des ancêtres d'Hugues Capet est longtemps restée méconnue et diverses conjectures ont pu être formulées. Au XXe siècle, les travaux de trois historiens,, ont permis de dégager un certain nombre d'hypothèses et de quasi-certitudes sur l'histoire et la généalogie des Robertiens. Les ancêtres des Capétiens formeraient un groupe familial constitué de serviteurs des derniers Mérovingiens en Neustrie comme Robert, référendaire de Dagobert Ier puis de proches des premiers Carolingiens en Austrasie comme Robert Ier comte de Hesbaye et de Worms mort en 764.
En 836, un des membres présumé de cette famille, Robert le Fort, venu d'Austrasie, prit parti pour Charles II le Chauve contre le frère Lothaire Ier de ce dernier, ce qui le conduisit à quitter ses possessions rhénanes pour la vallée de la Loire où le roi lui remit d'importants comtés. La défaillance des Carolingiens (minorité de Charles III le Simple, mort prématurée de Louis IV, Lothaire et Louis V) conjuguée à l'énergie des Robertiens aussi bien face aux envahisseurs normands que face au pouvoir royal est à l'origine de la montée en puissance de la lignée d'Hugues Capet.
Le prestige de la famille des Robertiens est antérieur aux exploits de Robert le Fort et de ses fils comme en témoignent leurs nombreux liens familiaux avérés ou possibles avec les Carolingiens. La montée en puissance de cette famille se traduisit par l'accession au trône de deux de ses membres puis l'obtention du titre de dux francorum (duc des Francs) par Hugues le Grand, père d'Hugues Capet. Ce dernier, tout comme Charles Martel et son fils Pépin le Bref qui remplaça les Mérovingiens, était aussi investi de ce titre avant de remplacer les Carolingiens à la tête du royaume des Francs,.

## Les Capétiens directs

### Les premiers Capétiens directs

#### Un pouvoir fragile qu'il faut consolider

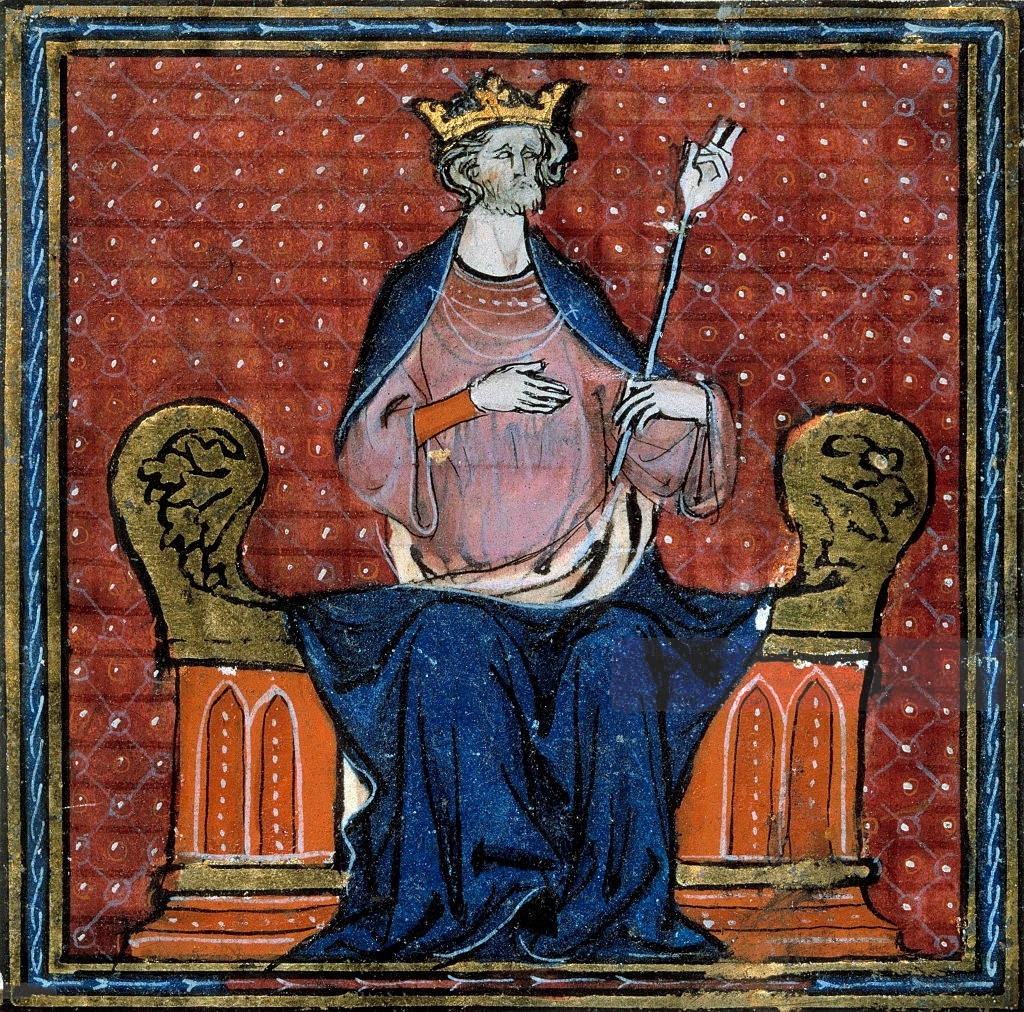
Hugues Capet couronné roi des Francs.
Enluminure ornant un manuscrit du XIIIe siècle ou XIVe siècle, Paris, BnF.

Assise territoriale des premiers rois capétiens.

En 987, le duc des Francs Hugues Capet est élu roi au détriment du prétendant carolingien Charles de Basse-Lotharingie, oncle du défunt roi Louis V, grâce au soutien actif d'Adalbéron, l'archevêque de Reims. Son règne est marqué par la faiblesse du pouvoir royal face aux grands seigneurs. Hugues n'intervient jamais au sud du royaume. Son autorité est limitée au domaine royal, qui est alors un territoire de taille modeste, et à ses vassaux sur lesquels il exerce un pouvoir direct. Sur le plan militaire la nouvelle dynastie doit asseoir sa prééminence contestée par certains vassaux. Son petit-fils Henri Ier (1008-1060) et son arrière petit-fils Philippe Ier (1052-1108) dans leurs luttes pour étendre le domaine royal subiront des revers militaires.

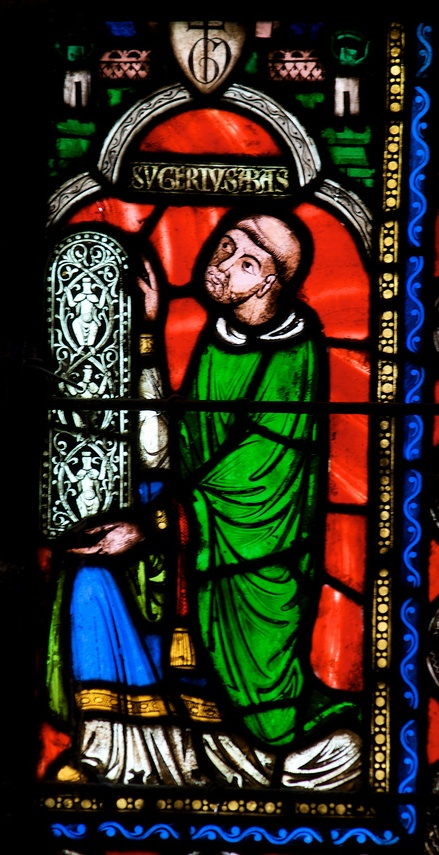
Suger représenté dans un vitrail de la basilique Saint-Denis, XIIe siècle.

Pour s'imposer face aux grands féodaux, Hugues Capet et ses successeurs disposent toutefois de plusieurs atouts. Tout d'abord, ils ne sont les vassaux de personne. Un proverbe dit que le roi est empereur en son royaume. Tous les grands doivent lui prêter hommage pour leurs possessions, y compris le duc de Normandie devenu roi d'Angleterre après 1066. Les Capétiens usent du droit féodal en appelant les grands vassaux à l'ost, le service militaire dû au seigneur, comme Louis VI en 1124 pour lutter contre l'empereur germanique qui menace de détruire Reims. Ils reprennent les fiefs sans héritier, en achètent d'autres, confisquent ceux des seigneurs félons. Ils reçoivent devant leur cour la plainte des vassaux contre leur seigneur. Les Capétiens parviennent aussi à établir une dynastie héréditaire. Les premiers Capétiens prennent soin de faire élire et couronner leur fils aîné de leur vivant. Leur dernier roi à avoir été élu et couronné du vivant de son père est Philippe II Auguste (1165-1223). Après lui, la légitimité dynastique est définitivement installée. Il faut souligner que les Capétiens ont la chance, en ces temps de forte mortalité infantile, d'avoir un fils aîné qui leur succède de 987 à 1314. Enfin, en affirmant le caractère sacré de la monarchie, les Capétiens affermissent leur pouvoir. C'est en grande partie grâce à l'appui des membres du clergé qu'Hugues Capet doit son élection en 987. Les premiers Capétiens trouvent en ceux-ci des conseillers efficaces et fidèles. Le meilleur exemple est Suger, abbé de Saint-Denis qui conseille successivement Louis VI et son fils Louis VII. Mais c'est surtout avec le sacre à Reims que les Capétiens acquièrent un caractère sacré. L'onction avec l'huile de la sainte Ampoule, don du Saint-Esprit lors du baptême de Clovis, fait du roi un roi de droit divin qui ne tient son pouvoir que de Dieu. Depuis Robert le Pieux, fils d'Hugues Capet, on attribue aux Capétiens des pouvoirs de guérison miraculeuse par simple toucher des écrouelles.
Le terme « Capétien » apparaît pour la première fois à la fin du XIIe siècle sous la plume d'un chroniqueur anglais, Raoul de Diceto.

### Les grands Capétiens directs et l'unité territoriale

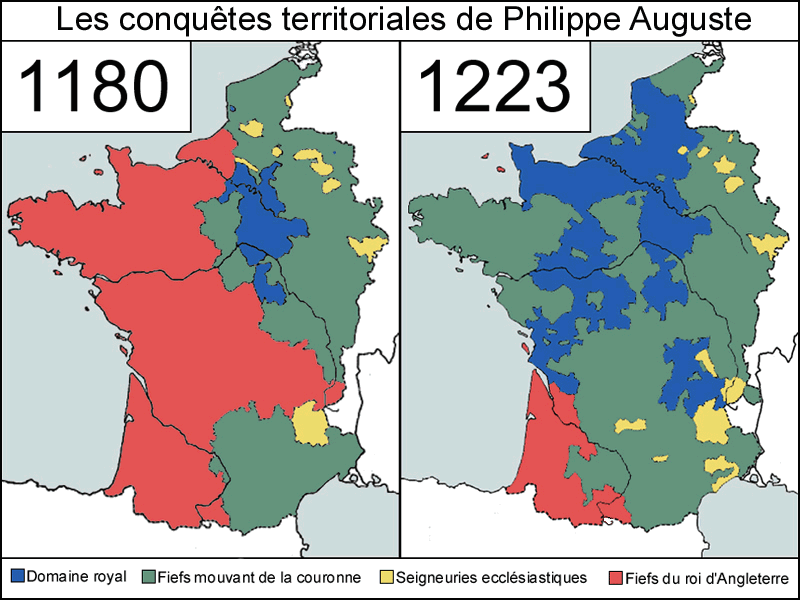
Philippe Auguste mène une lutte victorieuse pour abaisser la puissance des Plantagenêts et agrandir le domaine.

Louis VII, né en 1120 et mort en 1180, contribue au prestige de la dynastie capétienne en participant à la deuxième croisade. Il épouse Aliénor, la jeune héritière du duché d'Aquitaine. Mais persuadé de l'infidélité de cette dernière, il demande à l'Église de faire annuler son mariage sous le prétexte d'un lien de consanguinité trop fort (5e degré canonique), en contradiction avec les lois de l'Église. Le synode de Beaugency approuve et prononce l'annulation le 21 mars 1152. Elle épouse aussitôt Henri Plantagenêt, comte d'Anjou qui devient bientôt roi d'Angleterre. Ce dernier, à l'avènement de Philippe II Auguste en 1180, domine un tiers du royaume de France.

#### Philippe Auguste

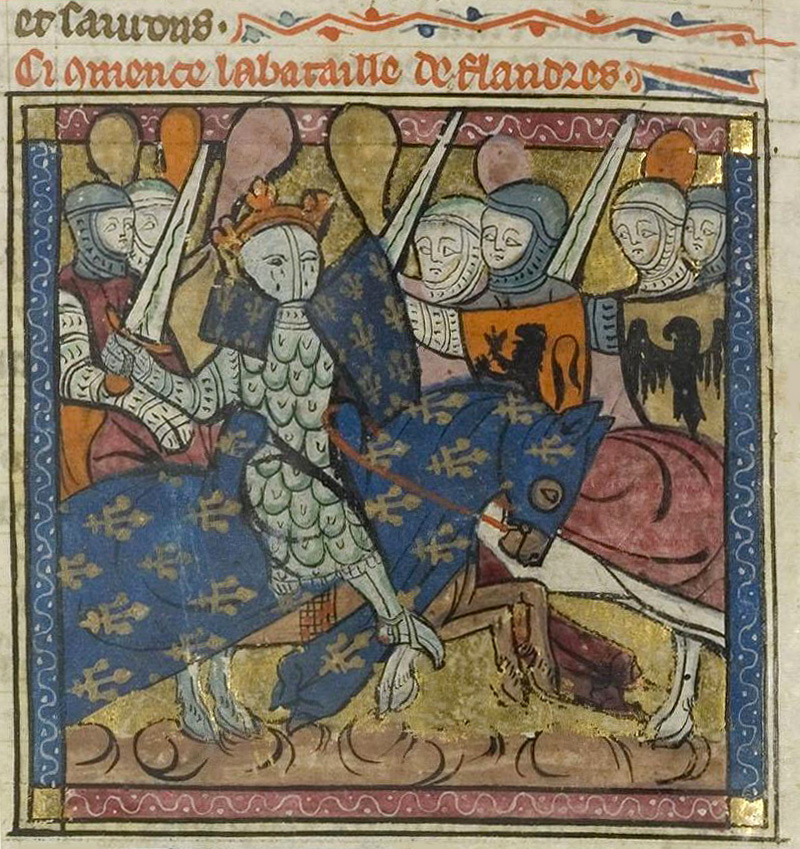
Philippe Auguste à la bataille de Bouvines, enluminure des Grandes Chroniques de France, XIVe siècle.

Philippe Auguste a comme objectif principal l'abaissement des Plantagenêt. Grâce à la mort de Richard Cœur de Lion le 6 avril 1199 lors du siège du château de Châlus, il fait la conquête entre 1202 et 1205 de la Normandie, du Maine, de l'Anjou, de la Touraine, du Nord du Poitou et de la Saintonge sur Jean sans Terre. En 1214, la victoire de Bouvines sur l'empereur du Saint-Empire et le comte de Flandre alliés au souverain anglais fait de Philippe Auguste le seigneur le plus puissant de tout le royaume et peut-être même d'Europe. Sur la route de Bouvines à Paris, la population salua vivement le roi vainqueur et Paris lui fit un accueil digne des triomphes de la Rome antique. C'est la première expression de « sentiment national » en France. À la suite de ses triomphes et de ses gains de territoires, Philippe II hérite du surnom romain d'Auguste, c'est désormais Philippe Auguste. Son fils Louis VIII continue à agrandir le domaine royal en soumettant l'ensemble du Poitou, de la Saintonge, et une partie du Languedoc pris aux Cathares. Sous Louis IX, le Languedoc est définitivement annexé au royaume.
Sur le plan intérieur, Philippe Auguste collecte plus soigneusement les revenus du domaine royal. Il charge des fonctionnaires royaux, les baillis, d'administrer le domaine royal dans des circonscriptions appelées bailliages. Il vend des privilèges aux communes et aux métiers comme la guilde des marchands de l'eau à Paris. Ces ressources lui permettent de rétribuer des mercenaires et de construire des forteresses comme celle de Gisors. Il fait construire des nouveaux remparts autour de Paris, paver la ville et édifier la forteresse du palais du Louvre à l'extérieur de la ville où sont conservées les archives royales.

#### Louis IX

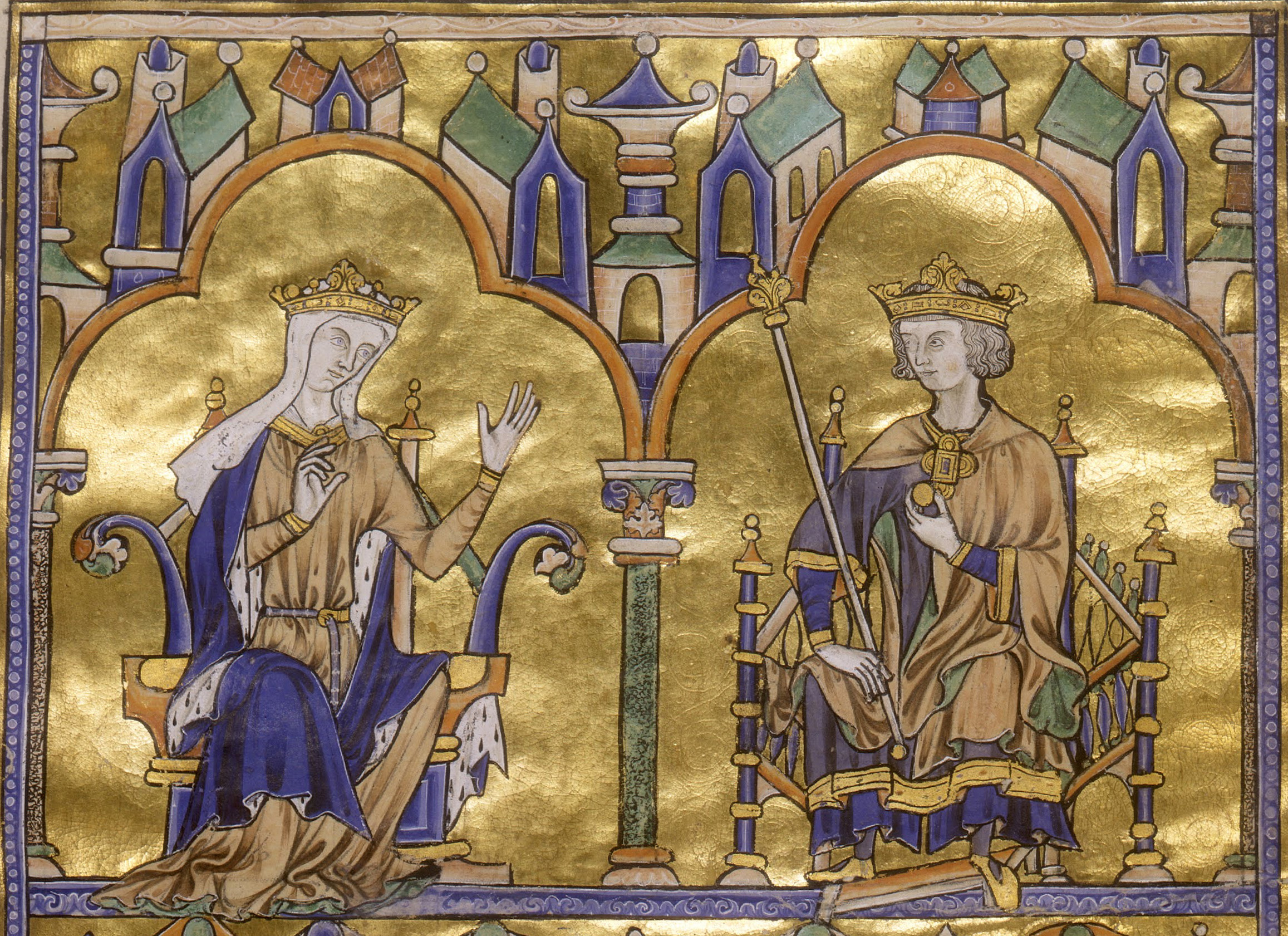
Blanche de Castille et Louis IX, détail d'une miniature de la Bible moralisée de Tolède, 1240.

Petit-fils de Philippe Auguste, Louis IX signe enfin la paix avec les Plantagenêt. Il reste le modèle des grands administrateurs. Il multiplie les enquêtes pour connaître les requêtes de ses sujets et limiter les abus. La justice royale se développe au point qu'une institution spécialisée se détache de la curia regis, le parlement, une cour souveraine, spécialisée dans le domaine de la justice. Fait nouveau, le roi affirme le droit du roi de légiférer dans tout le royaume, y compris dans les grands fiefs quand l'intérêt commun l'exige. Il met en circulation une monnaie royale stable et fiable, le gros d'argent, et décide que cette monnaie sera valable dans tout le royaume, même dans les principautés battant monnaie. Il reprend aussi la frappe de monnaie d'or. C'est le premier roi à pouvoir, avec l'assentiment du pape, lever de temps à autre un impôt sur tous les roturiers, la taille. Louis IX a le souci de régner au-dessus des nobles. Il favorise tous les groupes qui peuvent faire contre-poids aux puissants qui le concurrencent. Il joue des évêques contre les féodaux, tout en laissant les élections épiscopales se dérouler librement. Il favorise les ordres mendiants contre les clunisiens et les cisterciens, les communes contre les seigneurs… Enfin, il place définitivement la monarchie au-dessus du bien commun. Ses légistes affirment que rien ne peut justifier la rébellion d'un vassal et qu'aucun évêque ne peut excommunier le roi.
Louis IX a été canonisé. Voilà pourquoi il est plus connu sous le nom de Saint Louis. Dans l'imagerie populaire, il garde l'image d'un roi sage et saint (en partie aussi car il racheta à l'empereur byzantin les reliques de la passion du Christ, ce qui fit de lui le roi le plus prestigieux de la chrétienté). Ses actions dans le domaine extérieur y contribuent. Il intervient à plusieurs reprises pour apaiser les querelles entre l'empereur germanique et le pape, le roi d'Angleterre et ses barons. Il se croise par deux fois. Il quitte le royaume pour six longues années, de 1248 à 1254, pour combattre les musulmans en Égypte où il est fait prisonnier puis entreprend d'améliorer la défense des États latins d'Orient. La seconde fois, induit en erreur par son frère Charles d'Anjou, il fait le siège de Tunis où il meurt d'une épidémie dite de peste (et en réalité de dysenterie) en 1270.

#### PhilippeIVle Bel
Philippe IV le Bel est le dernier des grands capétiens directs. Il règne de 1285 jusqu'en 1314. Philippe le Bel n'a que peu accru le domaine royal. Il est connu pour le rôle qu'il a joué dans la centralisation administrative du royaume. Il organise définitivement les parlements. Il crée la Chambre des comptes pour gérer les finances royales. Celles-ci, presque entièrement limitées aux revenus du domaine royal, ne suffisent pas aux ambitions du souverain d'un grand royaume. Comme il échoue à instaurer un impôt régulier, le budget de l'État fonctionne au moyen d'expédients : confiscation des biens des juifs, des marchands italiens, diminution du poids en métal précieux par rapport à leur valeur nominale des pièces frappées par le roi. Cette dernière mesure provoque une inflation qui annule les effets escomptés par la manipulation monétaire. Les difficultés financières sont aussi à l'origine de la première réunion de représentants des trois ordres ou états du clergé, de la noblesse et du tiers état, c’est-à-dire de la bourgeoisie dans le but d'accorder des subsides supplémentaires à la monarchie. Ce type de réunion sera appelé plus tard états généraux.

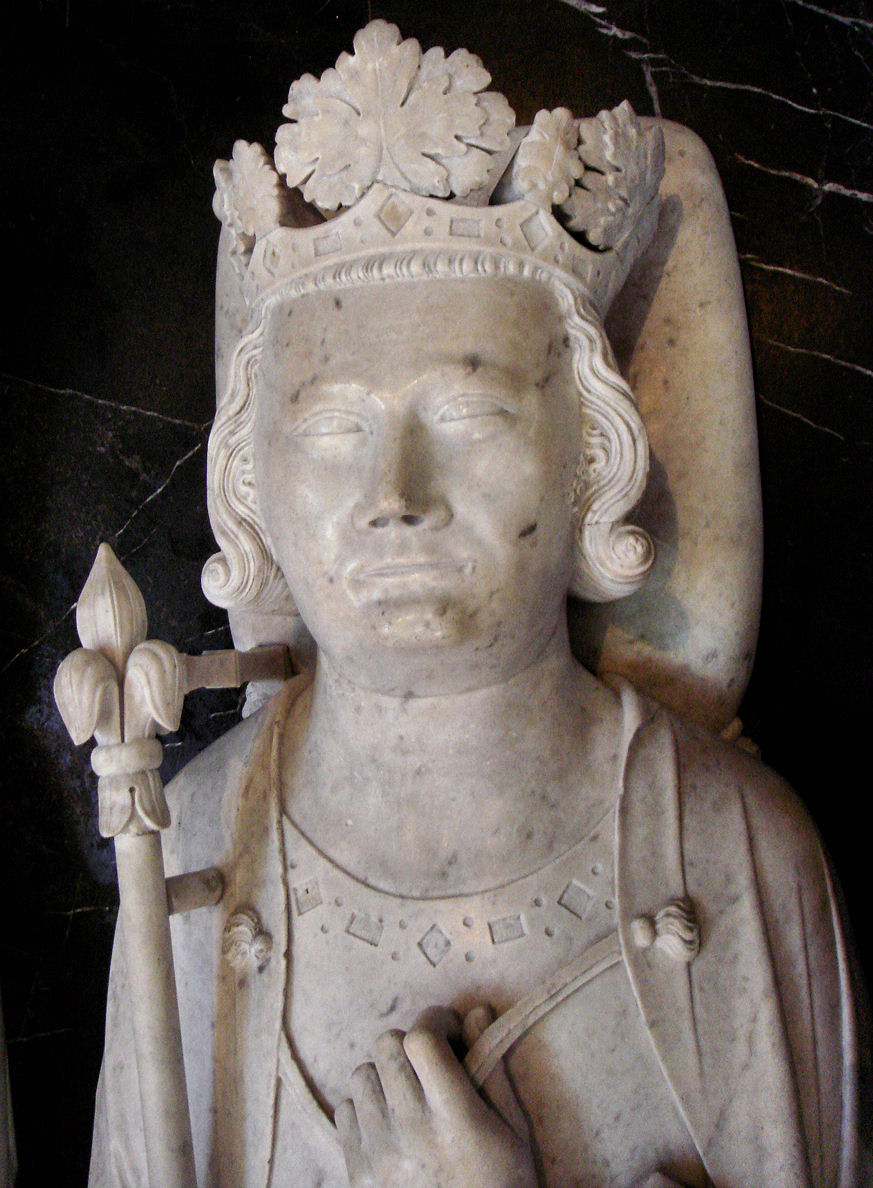
Gisant de Philippe IV le Bel, basilique Saint-Denis.

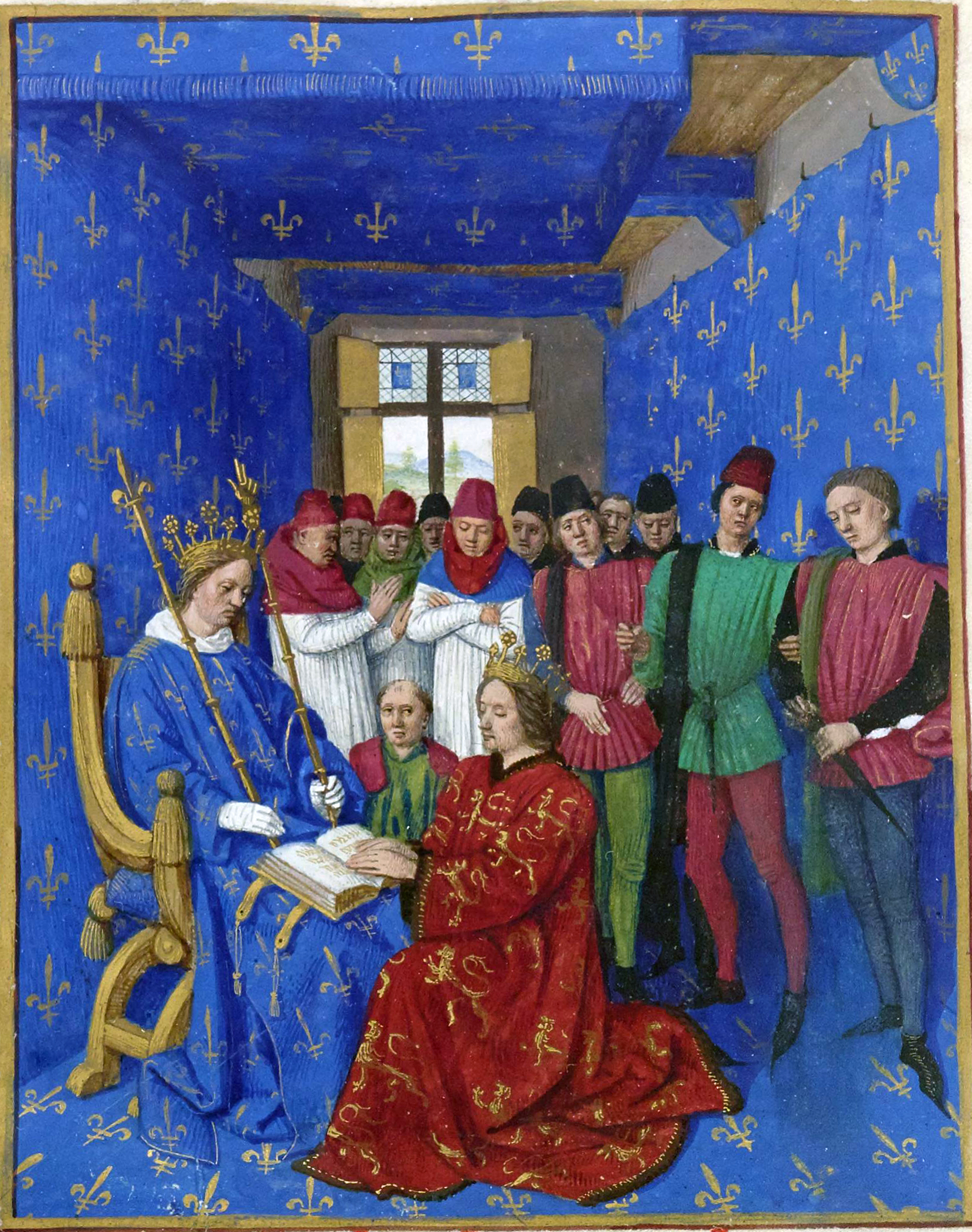
Le 5 juin 1286, Édouard Ier, roi d'Angleterre, rend hommage à Philippe le Bel. La scène a lieu dans une salle du palais royal en présence de la cour. Tiré des Grandes Chroniques de France, enluminées par Jean Fouquet.

Les conseillers royaux sont de plus en plus des laïcs choisis aussi bien dans la France du Nord, comme Étienne de Mornay, que dans celle du Midi comme Guillaume de Nogaret. La faiblesse de l'armée explique en partie pourquoi Philippe le Bel préfère acheter des alliances que l'affrontement militaire. Mais Philippe le Bel est surtout connu pour son affrontement avec la papauté. Le pape Boniface VIII et le roi demandent toujours plus d'argent au clergé français, ce qui crée un conflit d'intérêts inévitable. La querelle rebondit sur des questions de souveraineté des rois sur leurs États et de pouvoir suprême des papes sur les clergé nationaux et les princes. Le pape est fait prisonnier le 7 septembre 1303. Délivré par ses partisans, il meurt quelques semaines plus tard. Ses successeurs s'installent en Avignon pour échapper aux troubles romains, mettant pour trois quarts de siècle la papauté sous influence directe de la France. Enfin en 1307, Philippe le Bel fait arrêter et condamner les Templiers pour des motifs encore peu clairs. Quand il meurt en 1314, la monarchie capétienne semble consolidée et forte.
La lignée des Capétiens directs se termine pourtant rapidement par le règne successif de trois fils de Philippe IV. L'aîné, Louis X le Hutin mort prématurément, a un fils posthume, Jean Ier, qui ne vécut que quelques jours. Sa fille de quatre ans est écartée du trône et le régent, son frère, devient alors roi sous le nom de Philippe V le Long. Lui-même meurt en laissant une fille écartée de la succession, et la couronne passe au troisième frère, Charles IV le Bel. Lorsqu'il meurt en 1328, c'est la première fois depuis l'élection d'Hugues Capet que le défunt roi n'a pas d'héritier mâle. Il semble que ce qui a été déterminant dans la mise à l'écart des héritières, c'est que le sacre est considéré presque comme l'équivalent de l'ordination et qu'aucune femme ne peut être ordonnée prêtre. Seuls deux prétendants mâles sont en lice, Édouard III, roi d'Angleterre et petit-fils de Philippe le Bel par sa mère Isabelle et Philippe de Valois, neveu de Philippe le Bel et petit-fils de Philippe III le Hardi par son père Charles de Valois. L'assemblée des grands du royaume préfère Philippe car il est de France et plus mûr que son jeune rival anglais. La loi salique n'est pas du tout invoquée à ce moment. Le nouveau roi est sacré sous le nom de Philippe VI le 29 mai 1328. Cet évènement marque le début de la dynastie des Capétiens-Valois, branche collatérale des Capétiens directs.

## Les Valois
Les Valois sont issus du comte Charles de Valois, frère du roi Philippe IV le Bel.

### Les Valois directs
- Philippe VI de Valois, son fils aîné, comte de Valois, puis roi de France (1328-1350)
- Jean II le Bon, son fils (1350-1364)
- Charles V le Sage, fils aîné du précédent (1364-1380)
- Charles VI, fils du précédent (1380-1422)
- Charles VII, fils du précédent (1422-1461)
- Louis XI, fils du précédent (1461-1483)
- Charles VIII, fils du précédent (1483-1498)

### Le rameau d'Orléans
Cette branche est issue de Louis d'Orléans, frère du roi Charles VI
- Louis XII (1498-1515)

### Le rameau d'Orléans-Angoulême
Cette branche est issue de Jean d'Orléans, oncle du roi Louis XII
- François Ier (1515-1547)
- Henri II (1547-1559), fils du précédent
- François II (1559-1560), fils du précédent
- Charles IX (1560-1574), frère du précédent
- Henri III (1574-1589), frère du précédent

## Les Bourbons

Le lien de parenté entre les Bourbons et les Valois.

### Naissance et développement de la maison de Bourbon
La maison des Bourbons est issue de Robert de Clermont, le sixième et dernier fils de Louis IX. Il épouse Béatrice, fille unique d'Agnès de Bourbon et de Jean de Bourgogne, seigneur de Charolais. Par ce mariage, il devient seigneur de Bourbon. La seigneurie est érigée en duché en 1327 pour Louis Ier de Bourbon. La maison prospère. Louis II de Bourbon (1337-1410) épouse Anne d'Auvergne en 1371 ce qui lui permet d'agrandir le domaine du comté de Clermont-en-Auvergne, du Forez et de la seigneurie de Mercœur. Pendant la guerre de Cent Ans, la maison se divise en trois branches. La branche ducale est celle des aînés, elle se retrouve à la tête des duchés de Bourbon et d'Auvergne. Un de ses descendants, Antoine de Bourbon (1518-1562), épouse en 1548 Jeanne d'Albret, reine de Navarre. À la mort d'Henri III, la Maison de Valois n'a plus aucun héritier. Les règles de succession en vigueur, dites loi salique ou règle de primogéniture mâle, font donc d'Henri IV, cousin au vingt-et-unième degré du roi défunt, le nouveau souverain du royaume. Mais le nouveau roi est protestant alors que les coutumes exigent un roi catholique et que la majorité catholique des Français ne veut pas d'un huguenot comme souverain. Le nouveau roi doit reconquérir son royaume. Il se convertit au catholicisme à Saint-Denis, le 25 juillet 1593 ce qui lui ouvre les portes du royaume définitivement.
La maison capétienne de Bourbon est célèbre pour avoir porté la monarchie absolue à son paroxysme et avoir fait de la France un royaume important à l'échelle européenne. Henri IV met fin aux Guerres de religion en promulguant l'édit de Nantes de 1598. Aidé de son ministre Sully, Henri IV tâche de remettre sur pied le royaume durement éprouvé par les Guerres de religion.
Louis XIII règne, à partir de 1624, en étroite collaboration avec son principal ministre, le cardinal de Richelieu. Il mène une politique de domestication des grands seigneurs du royaume (Affaire du comte de Chalais en 1626), de durcissement envers les protestants à qui il parvient à retirer les places-fortes que l'édit de Nantes leur octroyait. Il installe des intendants de justice, police et finance dans les provinces. Ils y assurent l'ordre en luttant contre les pillages des soldats français et en s'assurant de la fidélité des sujets, particulièrement des nobles et des villes. Le roi accentue la centralisation.
Louis XIV a quatre ans et demi quand son père meurt en 1643. Sa mère Anne d'Autriche assure la régence avec le cardinal Mazarin. Pendant la minorité du petit roi, les troupes françaises remportent des victoires décisives qui permettent de mettre fin à la guerre de Trente Ans (1618-1648) et d'agrandir la France. Quand il commence à régner seul à la mort de Mazarin, il s'emploie à contraindre à l'obéissance tous les corps autonomes du royaume. Pour être sûr d'être obéi de ses ministres, il les choisit parmi la bourgeoisie comme Colbert ou Le Tellier. Il les comble d'honneurs, s'assurant ainsi de leur reconnaissance et de leur fidélité. Le règne de Louis XIV marque une centralisation du pouvoir royal. Grâce à de nombreuses guerres, il agrandit le royaume. La France devient la première puissance européenne. Il reste le modèle des rois absolus. À la suite de la guerre de Succession d'Espagne, l'un des petits-fils de Louis XIV devient Philippe V d'Espagne, fondant la branche des Bourbons d'Espagne. En 1738, à la suite des conquêtes de l'infant Charles de Bourbon, le royaume des Deux-Siciles est créé, et confié à une branche des Bourbons d'Espagne, les Bourbon-Calabre, dits ensuite Bourbon-Siciles. En 1759, le fils de Charles III devient Ferdinand III de Sicile, titre ensuite changé en Ferdinand Ier des Deux-Siciles.

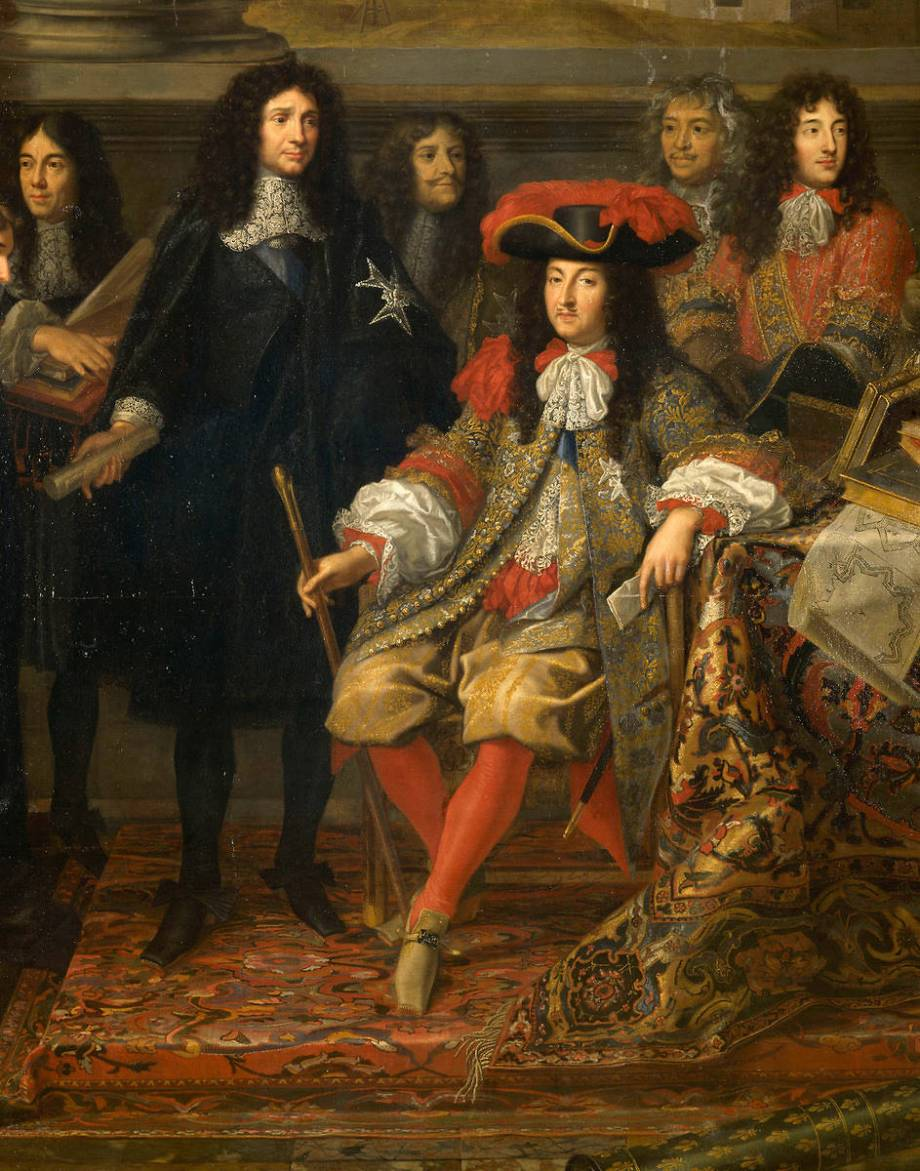
Le roi et Colbert par Charles Le Brun.

Sous les successeurs de Louis XIV, le pouvoir absolu est contesté et se relâche.
Louis XV règne de 1715 à 1774. N'ayant que 5 ans à la mort de son arrière-grand-père, Louis XIV, le pouvoir est confié à un conseil de régence dirigé par le duc d'Orléans. Le règne de Louis XV est très brillant sur le plan culturel, avec l'apparition des philosophes des Lumières, tels Voltaire, Rousseau, Montesquieu, Diderot et d'Alembert. Le plus grand problème de l'État est alors le déficit budgétaire chronique, qui conduit à rendre le roi dépendant des financiers et des manieurs d'argent. Autre source de paralysie des systèmes de gouvernement, l'opposition des parlements, qui se posent en défenseurs des lois du royaume et en contre-pouvoir. S'opposant à toute tentative de réformes du royaume, elle contribue à la crise de la monarchie absolue sous le règne de Louis XVI.
Petit-fils de Louis XV, Louis XVI est le dernier monarque absolu d'un royaume miné par les problèmes financiers et budgétaires. Après avoir dû, sous la Révolution française, accepter un régime de monarchie constitutionnelle en 1791, il est destitué en 1792 et exécuté en 1793. Son fils, désigné par les monarchistes d'alors sous le nom de Louis XVII, meurt en prison. Le frère de Louis XVI devient alors le prétendant à la couronne de France sous le nom de Louis XVIII.

### Les Bourbons auXIXesiècle
Après la chute de Napoléon Ier en 1814, Louis XVIII est remis sur le trône. Mais la Première restauration prend fin avec le retour de Napoléon et la période des Cent-Jours. La Seconde Restauration voit Louis XVIII reprendre son trône après la seconde abdication de Napoléon. Il règne jusqu'en 1824, date à laquelle il meurt sans héritier, laissant le trône à son frère Charles X.
Les Trois Glorieuses de juillet 1830 chassent Charles X : une autre branche des Bourbons, la Maison d'Orléans, monte sur le trône en la personne de Louis-Philippe Ier. La monarchie orléaniste, dite monarchie de Juillet, dure jusqu'en 1848, date à laquelle la révolution de février 1848, durant la période du Printemps des peuples, vient chasser Louis-Philippe.
En Espagne, les Bourbons sont détrônés par Napoléon Ier, mais la guerre d'indépendance espagnole mène à une première restauration. En 1873, l'abdication d'Amédée Ier est suivie d'une nouvelle éviction des Bourbons, mais la Première République espagnole ne dure qu'un an, et la monarchie est rétablie en 1874 au profit d'Alphonse XII.
En 1847, le duché de Parme et Plaisance passe à Charles II, fils de Marie-Louise de Bourbon, infante d'Espagne. Le 15 septembre 1859, la dynastie des Bourbon-Parme est déchue et Parme entre dans la province de l’Émilie. En 1860, le duché entre, après un plébiscite, dans le royaume de Sardaigne et par conséquent, l'année suivante, dans le royaume d’Italie.
En 1861, durant le Risorgimento, l'expédition des Mille met fin au royaume des Deux-Siciles, annexé au nouvel État italien.

### Les Bourbons auxXXeetXXIesiècles
Après avoir perdu les trônes de France (1848), de Parme (1859), des Deux-Siciles (1861), d'Espagne (1931), plus aucun Capétien ne règne en Europe au milieu du XXe siècle. Au début du XXIe siècle, deux branches de la maison de Bourbon sont représentées à la tête de deux monarchies de l'Union européenne :
- la maison capétienne de Bourbon en Espagne, avec le roi Felipe VI, fils du roi Juan Carlos Ier ;
- la branche luxembourgeoise issue des ducs souverains de Parme, au travers du grand-duc Henri, lequel, toutefois, comme son père avant lui, porte en priorité le nom et les armes du duché de Nassau, hérités de la grande-duchesse Charlotte.

### Origine et construction de la justice et du pouvoir capétien

#### Le roi capétien est «empereur en son royaume»
L’abbé de Saint-Denis, Suger, façonna l’idée que le roi capétien était au sommet de la pyramide féodale : « qui, de fief en fief, conduit à son sommet, occupé par le roi, qui n’est le vassal de quiconque et ne prête hommage à personne ». La conception de Suger propose l’idée d’un roi au sommet de la pyramide féodale non en vertu de liens personnels avec tous les vassaux, mais par la situation des fiefs de ces derniers dans le royaume. C’est ainsi que tout baron possédant son fief sur le territoire du royaume doit fidélité au roi en raison de la géographie de sa possession. On constate ici un glissement du concept de suzeraineté vers celui de souveraineté territoriale propre à l’État moderne.

#### Un pouvoir religieux et théocratique: la cérémonie du sacre
La cérémonie du sacre est un moment fort de la légitimité royale. Selon la légende, lors du baptême de Clovis en 498, une fiole d’huile sacrée fut miraculeusement envoyée par Dieu, afin que Rémi, l’évêque de Reims, oignît le roi barbare. Ce « miracle » est un des fondements de la monarchie française. En effet, selon Olivier Guillot, par le sacre « Dieu est censé choisir le nouveau roi et le constituer pleinement dans sa fonction ». En outre, l'onction n'est pas sans rappeler l'élection prophétique des rois d'Israël dont la monarchie capétienne revendiquait occasionnellement être la continuité spirituelle, le roi étant « Fils aîné de l'Église ».
Ainsi imprégné de la grâce divine, le roi capétien devient un personnage aux fonctions à la fois sacerdotales et temporelles à l’image de la fonction épiscopale. Élu de Dieu, à l’image du pape, le roi capétien ne rend compte à personne d’autre qu’au tout puissant. Ce caractère divin permet aux Capétiens de s’émanciper de toutes les potentielles tutelles et d’asseoir la légitimité de la justice royale, car celle-ci devient une manifestation quasi divine. Selon Esther Dehoux, ce caractère divin « tend à établir une distinction entre le monarque et les grands du royaume, car le prince […] ne tient son regnum de personne, si ce n’est de Dieu. […] [Cette autorité divine ainsi établie] justifie la prise de décisions de portée générale ou que l’on espère telles ». Mais cette indépendance du roi ne sera pas sans provoquer, de temps à autre, des frictions avec le pape.